# Компания Хьюго
«Компания Хьюго» (англ. Hugo Pool) — американская независимая комедийная драма Роберта Дауни-ст. 1997 года с Алиссой Милано и Патриком Демпси в главных ролях.

## Сюжет
В фильме показан один день из жизни Хьюго, девушки, которая чистит бассейны. В Лос-Анджелесе засуха, и ей нужно объехать большое количество богатых особняков с их странными и эксцентричными обитателями. Из-за большого количества вызовов Хьюго приходится прибегнуть к помощи своих проблемных разведённых родителей. Её отец Генри любит выпить и попутно борется с наркотической зависимостью. Дочь отправляет его на реку Колорадо, чтобы наполнить грузовик водой. Маму Минерву она берёт в свои напарницы, чтобы быстрее справляться с работой. У Минервы проблемы с азартными играми, и сейчас она должна крупную сумму денег одному букмекеру.
В этот день у Хьюго появляется новый клиент — парень по имени Флойд. У Флойда боковой амиотрофический склероз из-за чего он прикован к инвалидному креслу и разговаривает при помощи компьютера. Флойд подсказывает маме Хьюго на какую лошадь нужно ставить. Минерва очень серьёзно к этому относится и начинает верить, что Флойд может принести удачу. Она решает, что он должен обязательно находиться при ней на ипподроме вечером. Минерва распоряжается загрузить его вместе с его инвалидным креслом в кузов «Шевроле» дочери. Хьюго раздражаться, так как у неё еще много клиентов.
Генри в арендованном грузовике едет за водой на реку. В придачу к машине ему достаётся некий странный парень в красивых синих туфлях, который спал в этой машине. На обратном пути вода постепенно выливается из цистерны, так как та была плохо закрыта. Впрочем, гангстер Чик Чикалини, которому предназначалась эта вода, передумывает и отказывается от неё. Странный попутчик отдаёт Генри свои синие туфли, а тот в ответ дарит этому человеку свою терапевтическую куклу.
Хьюго с родителями и Флойдом отправляется на ипподром. Минерва ставит на лошадь, которую рекомендовал Флойд, и выигрывает крупную сумму денег. За этот день Хьюго несколько прониклась Флойдом. Она отвозит его домой и остаётся у него на ночь. На следующий день, когда Хьюго снова заезжает к Флойду, она узнаёт, что тот умер.

## В ролях
- Алисса Милано — Хьюго
- Патрик Демпси — Флойд
- Кэти Мориарти — Минерва
- Роберт Дауни-мл. — Франц
- Малкольм Макдауэлл — Генри
- Шон Пенн — странный попутчик
- Ричард Льюис — Чик Чикалини

## Производство
Сценарий фильма был написан Робертом Дауни-ст. совместно с женой Лорой. Пара прожила вместе 14 лет, пока в возрасте 36 лет Лора не умерла от бокового амиотрофического склероза.

## Приём
На сайте Rotten Tomatoes рейтинг «свежести» фильма составляет 29 %. Фильм не выходил в широкий прокат и был показан лишь в нескольких кинотеатрах. Критики писали о сумбурном, скудном и нестройном сценарии, но отмечали свободу, которую режиссёр дал актёрам в изображении своих персонажей. Тем не менее, отмечалось, что фильм непринуждённый и имеет своё очарование.
Фильм вошёл в список лучших фильмов 1997 года, опубликованном в San Francisco Chronicle на основе мнения 40 критиков.
Роберт Дауни-ст. в одном из интервью в 2014 году упомянул, что считает «Компанию Хьюго» одним из тех своих фильмов которыми он не очень доволен.